# Kniphofia foliosa
Kniphofia foliosa est une espèce de la famille des Asphodelaceae. Cette plante est endémique du massif du Balé et des prairies de haute altitude en Ethiopie. Les fleurs des espèces appartenant au genre Kniphofia produisent une large quantité de nectar qui attire une large palette d'oiseaux et d'insectes pollinisateurs, mais aussi une espèce carnivore, le loup d'Éthiopie, qui a été observé, a l'occasion de plusieurs études, en train de lécher les fleurs nectarifères de Kniphofia foliosa,. Ce comportement pourrait suggérer que le loup participe ainsi à la pollinisation des fleurs en transportant le pollen sur son museau de fleurs en fleurs.
Espèce

## Galerie

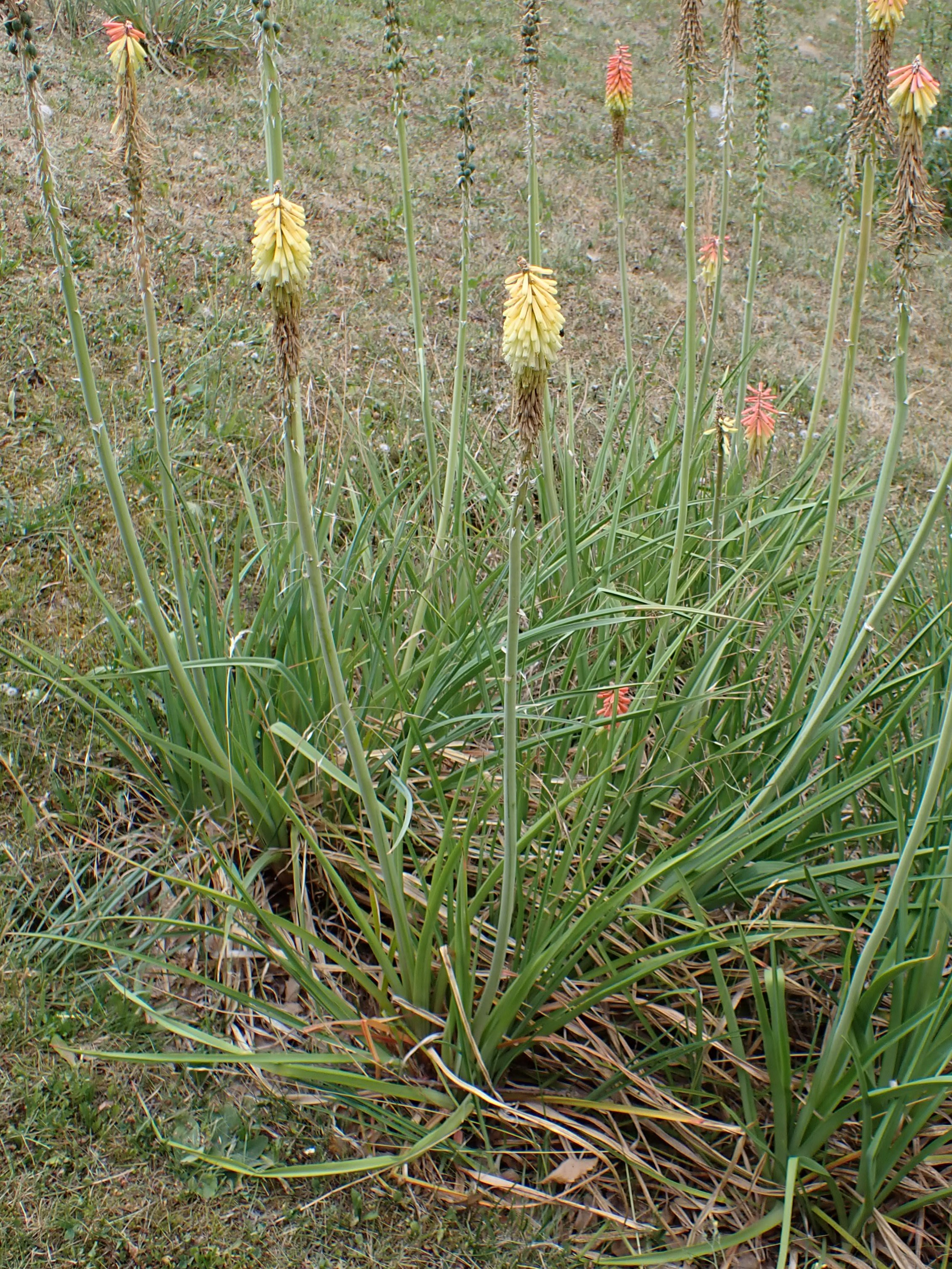
Kniphofia foliosa au Botanischer Garten Halle (de)
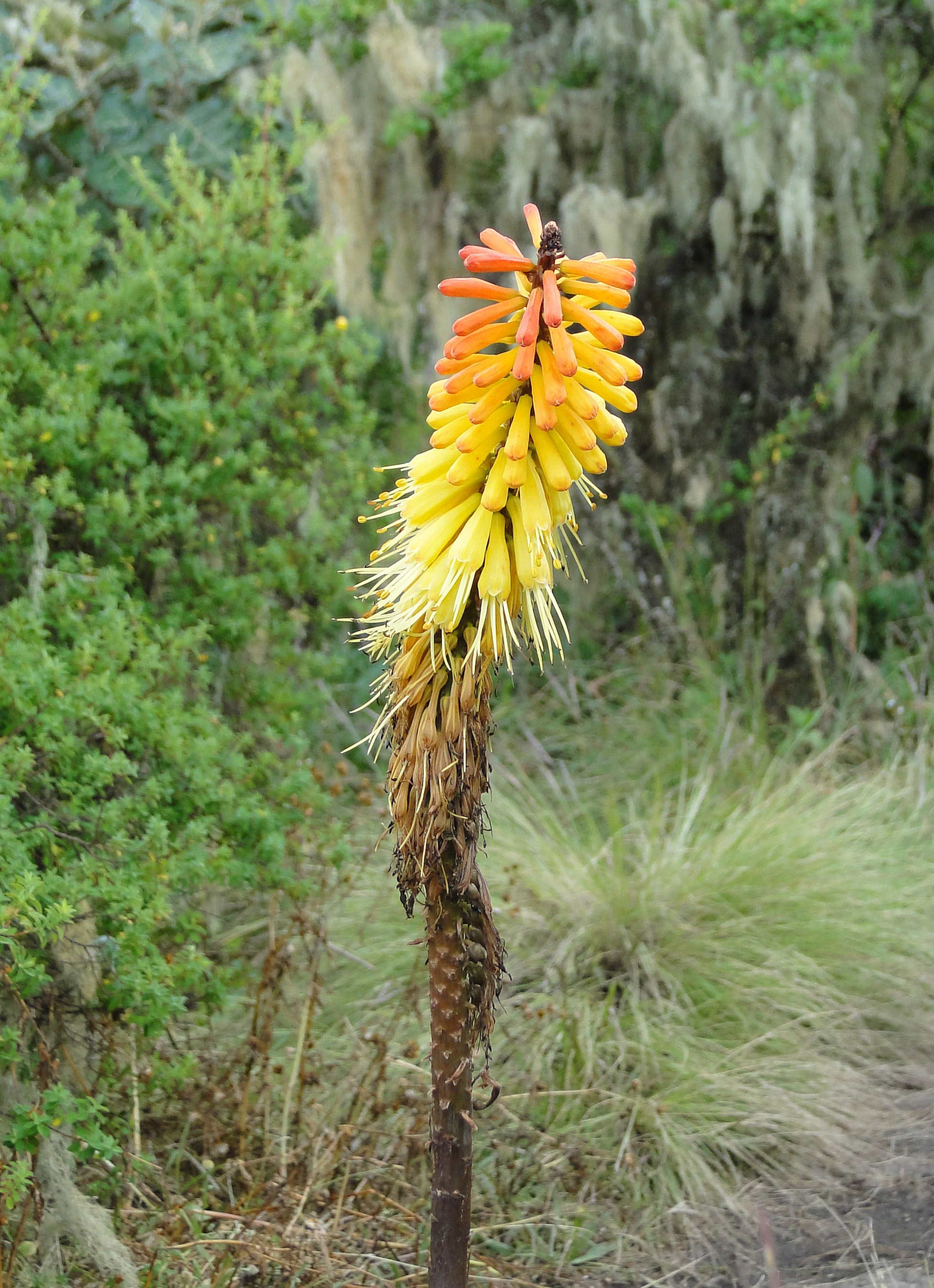
Kniphofia foliosa dans le parc national du Simien, Éthiopie.
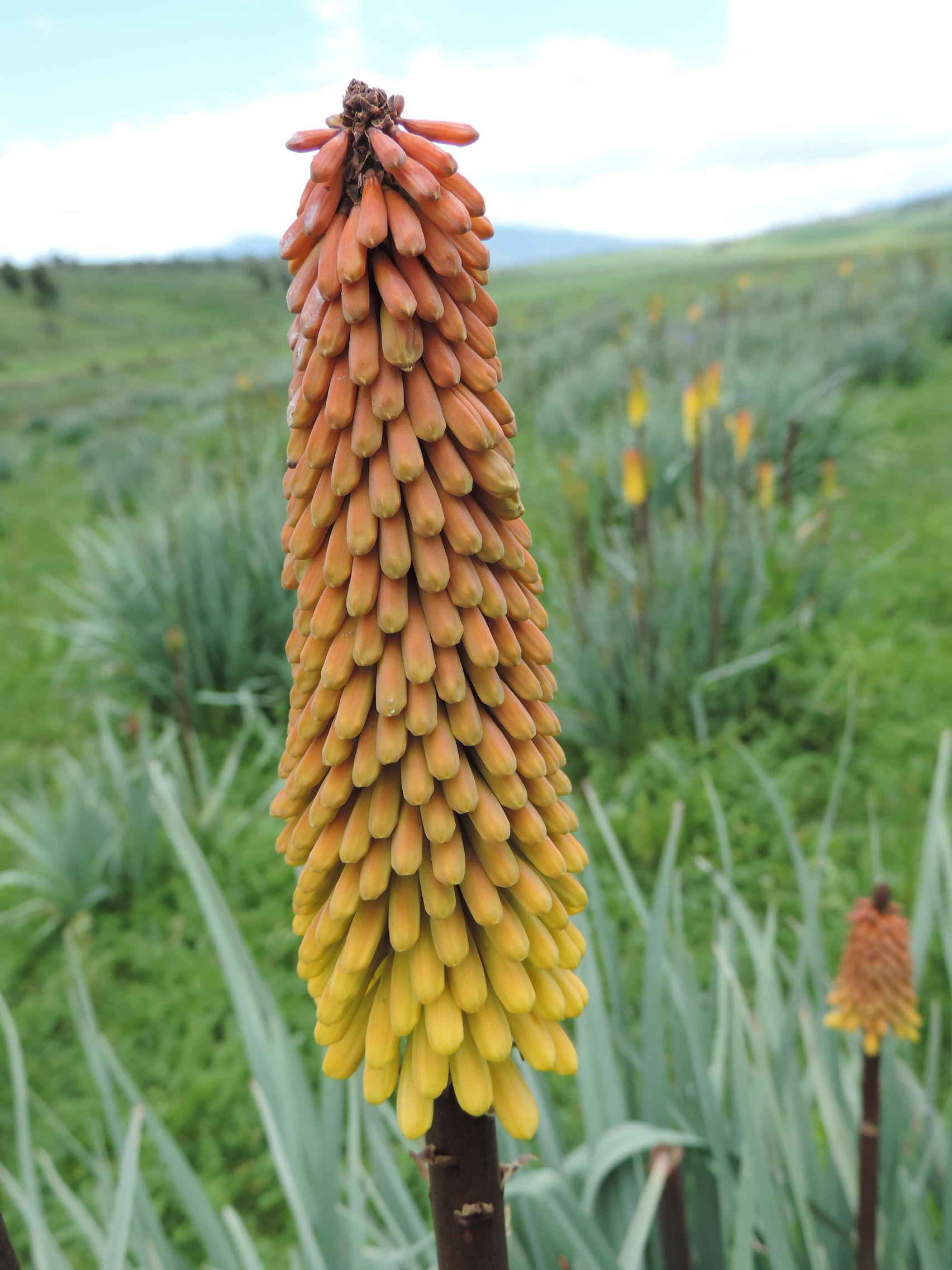
Kniphofia foliosa dans le massif du Balé en Éthiopie

## Systématique
Le nom correct complet (avec auteur) de ce taxon est Kniphofia foliosa Hochst..
Kniphofia foliosa a pour synonymes :
- Kniphofia arussi Rendle
- Kniphofia densiflora Engl.
- Kniphofia quartiniana A.Rich.
- Tritoma quartiniana (A.Rich.) W.Mast.